# Ermita de Nuestra Señora de la Huerta (Ademuz)
La ermita de Nuestra Señora de la Huerta constituye el edificio más antiguo de la villa de Ademuz, en la capital de la comarca valenciana del Rincón de Ademuz y una de las joyas del románico valenciano. Situada en un privilegiado emplazamiento, entre el río Turia y el antiguo Camino Real, fue erigida en el siglo XIV según modos constructivos del siglo precedente.
Es Bien de Relevancia Local con identificador número 46.09.001-002.

## Descripción
El interior consta de tres naves, la central el doble de ancha que las laterales, definidas por dos series de arcos románicos y que configuran una planta rectangular. De los primeros tiempos de existencia de la ermita data la interesantísima pintura mural gótica de María Magdalena, situada en uno de los arcos centrales, y recientemente restaurada. Conserva el coro de madera, a los pies del templo, sobre la entrada.
Del exterior destaca su porche sostenido por dos gruesas columnas toscanas, la espadaña de dos luces y, especialmente, su portada de tradición románica con una inscripción moderna en hebreo del Salmo V, 8. 

## Historia
A lo largo de su prolongada historia el edificio sufrió algunas transformaciones. Así, la cabecera se vio ampliada en el siglo XVI con la adición de dos capillas laterales cubiertas con bóvedas góticas, que acogieron en su interior el panteón de dos familias de notables ademuceros, los Árguedas y los Visiedo.
De 1673 data la construcción del actual presbiterio de estilo barroco. Coronado por una luminosa cúpula sobre pechinas, este espacio estuvo decorado con bellos motivos en esgrafiado, de los que quedan algunos restos. También hay que destacar el zócalo de azulejería dieciochesca que rodea el mismo presbiterio.
El desaparecido retablo mayor, también barroco, acogió la imagen de la Virgen de la Leche con donante, tabla valenciana del siglo XV de influencia flamenca, hoy custodiada en la sacristía de la iglesia arciprestal de san Pedro y san Pablo de Ademuz. Es la mejor muestra de pintura mueble de la comarca, obra del pintor valenciano Bertomeu Baró realizada hacia 1460. Otras obras como el retablo de San Juan Bautista, de la escuela del Maestro Perea, datado de finales del siglo XV, desaparecieron aunque son conocidas por documentación fotográfica.
La última intervención en la vieja ermita tuvo lugar en el siglo XVIII: la construcción de la espaciosa capilla de san Antonio de Padua, abierta en el muro de la epístola, también cubierta por una cúpula sobre pechinas y pinturas barrocas de tono muy popular.

## Culto
La ermita fue sede de una de las corporaciones más antiguas y activas de la comarca, la  Cofradía de Nuestra Señora de la Huerta, fundada en el siglo XIV, que hizo de este edificio uno de los más concurridos y estimados de la villa. En la actualidad lo sigue siendo, si bien el culto se limita a ocasiones especiales y más habitualmente en los meses de verano. Pendiente de ser declarada Bien de Interés Cultural (BIC).

## Enlaces
- Página web del INSTITUTO CULTURAL Y DE ESTUDIOS DEL RINCÓN DE ADEMUZ y su revista ABABOL Archivado el 15 de junio de 2018 en Wayback Machine.
- Arte y patrimonio en el Rincón de Ademuz
- Uso incorrecto de la plantilla enlace roto (enlace roto disponible en Internet Archive; véase el historial, la primera versión y la última). {fr}

- Datos: Q5805402
- Multimedia: Ermita de Nuestra Señora de la Huerta, Ademuz / Q5805402